# Himmelkroner Forst
Himmelkroner Forst ist ein Waldgebiet und eine Gemarkung. Die Gemarkung liegt auf dem Gemeindegebiet von Himmelkron im Landkreis Kulmbach (Oberfranken, Bayern). Sie hat eine Fläche von 3,642 km² und ist in 33 Flurstücke aufgeteilt, die eine durchschnittliche Flurstücksfläche von 110.353,07 m² haben. Benachbarte Gemarkungen sind Hegnabrunn und Neuenmarkt im Westen, Wirsberg und Pulst im Norden, Rimlas im Osten und Gössenreuth und Himmelkron im Süden.